# Nicolae S. Petrulian
Nicolae S. Petrulian (n. 7 ianuarie 1902, Româna, Olt – d. 9 noiembrie 1983, București) a fost un geolog român, membru titular (din 1963) al Academiei Române. În 1963, Nicolae Petrulian a fost decorat cu Ordinul Muncii.

## Distincții
- Ordinul Muncii clasa a III-a (14 septembrie 1953)[3]
- Ordinul „Meritul Științific” clasa a II-a (26 septembrie 1966) „pentru merite deosebite în activitatea științifică, cu prilejul Centenarului Academiei Republicii Socialiste România”[4]